# I want! i want!
I want! i want! (geheel in onderkast geschreven) is het debuutstudioalbum van de Amerikaanse rockband Walk the Moon. Het album werd door henzelf uitgebracht.

## Tracklist
| Nr. | Titel                 | Duur |
| --- | --------------------- | ---- |
| 1.  | "Anna Sun"            | 5:18 |
| 2.  | "Lisa Baby"           | 3:50 |
| 3.  | "Quesadilla"          | 3:06 |
| 4.  | "The Liftaway"        | 4:33 |
| 5.  | "i want! i want!"     | 4:58 |
| 6.  | "Blue Dress"          | 3:57 |
| 7.  | "Jenny"               | 4:18 |
| 8.  | "Me + All My Friends" | 4:40 |
| 9.  | "Iscariot"            | 7:02 |
| 10. | "I Can Lift a Car"    | 4:56 |
| 11. | "William Blake"       | 3:12 |